# Pablo Torrealba
Pablo Arnoldo Torrealba (Barquisimeto, Lara, Venezuela - 28 de abril de 1948) es un ex lanzador de béisbol profesional venezolano . Jugó en las Grandes Ligas de Béisbol (MLB) desde 1975 hasta 1979 para los Atlanta Braves, los Oakland Athletics y los Chicago White Sox. Fue el primer pitcher zurdo venezolano que llegó a las mayores.

## Carrera profesional

### En Grandes Ligas
Fue firmado por los Atlanta Braves en 1966, quienes lo asignaron en su filial Bravos de Sarasota de la Liga de Novatos y posteriormente al  West Palm Beach Clase A de la Liga de la Florida en 1967. En el Greenwood jugó entre 1968 y 1970) en la Liga Oeste de las Carolinas.
En 1972 fue asignado al Savannah Doble A, El 15 de junio de ese año, mientras lanzaba en un partido de la Liga Sur, Torrealba tuvo una acalorada discusión con el árbitro Fred Spenn, quien lo había sancionado. El intercambio degeneró y terminó con Torrealba persiguiendo al árbitro por el campo con su bate y golpeándolo en la espalda, rompiendo el bate en el proceso. Después de investigar el incidente, el presidente de la Liga Sur, Billy Hitchcock, suspendió al venezolano por el resto de la temporada y los multó a él y a Spenn con $ 50 por usar lenguaje abusivo.
En 1973, regresó con el Savannah Triple A y dejó en labor de 103 innings lanzados, con efectividad de 1.40, 8 victorias y 6 derrotas. Asciende al Richmond Triple A, en donde participa de 60 entradas con efectividad 3.15.
El 9 de abril de 1975, debuta en las mayores siendo el primer pitcher zurdo venezolano en lograrlo. La llegada al equipo mayor de los Bravos  fue como relevista contra los Astros de Houston, en el Astrodome. A los pocos días fue enviado nuevamente a ligas menores, pero regresó hacia el final de la campaña.Torrealba fue el primer venezolano en vestir la camiseta de los Bravos, vio acción en 6 partidos, todos como relevista. Perdió un juego y dejó promedio de efectividad de 1.35 en siete entradas.
En 1976, permanece toda la temporada en el primer equipo. En 1977 fue adquirido por los Atléticos de Oakland, equipo con el que logró su mejor campaña con una efectividad de 2.62, cuarta mejor de la Liga Americana. Su récord al final fue de 4 victorias y 6 derrotas.
El 30 de marzo de 1978 fue cambiado a los Medias Blancas de Chicago, equipo con el que tuvo su único juego como abridor en blanco. Fue el 29 de mayo de 1978 contra los Angelinos de California. Permitió 4 hits, dio 7 bases por bolas y ponchó a 2. Los Medias Blancas ganaron 7-0.
En una carrera de 5 temporadas, Torrealba registró un récord de 6-13 con 113 ponches y efectividad de 3.27 en 239 entradas lanzadas.

### En la Liga Venezolana
Participó en 18 temporadas en la Liga Venezolana de Béisbol Profesional, con Cardenales de Lara (1966-1967 a 1972-1973 y de 1983-1984), Leones del Caracas (1973-1974 a 1974-1975 y 1976-1977 a 1980-1981), Llaneros de Portuguesa (1975-1976) y Tigres de Aragua (1981-1982 a 1982-1983). Dejó marca de 33 victorias, 47 derrotas y 18 salvados, con efectividad de 3.58. Jugó 312 partidos, 86 como abridor, 10 juegos completos, 850 entradas, permitió 905 imparables, 338 carreras limpias, otorgó 326 bases por bolas y abanicó a 428 bateadores.
Obtuvo cuatro títulos de la Liga durante su trayectoria en la pelota venezolana. El primero fue en la 1968-1969 como refuerzo de los Tiburones de La Guaira. Los otros tres campeonatos los obtuvo con los Leones del Caracas en las series finales de 1977-1978, 1979-1980 y 1980-1981.

### Técnico y scout
Entrenó a Venezuela en la Copa Mundial de Béisbol de 1986. También fue scout para los Astros de Houston en Venezuela y Colombia, firmando a Dayan Díaz, Juan Gutiérrez y Jhonny Medrano. Junto con el también scout Wolfgang Ramos, fue responsable de la firma de José Altuve para los Astros en 2006.

## Vida familiar
- Pablo Torrealba es padre del cácher venezolano de Grandes Ligas, Steve Torrealba, que también jugó para los Atlanta Braves.